# Villa Palombara

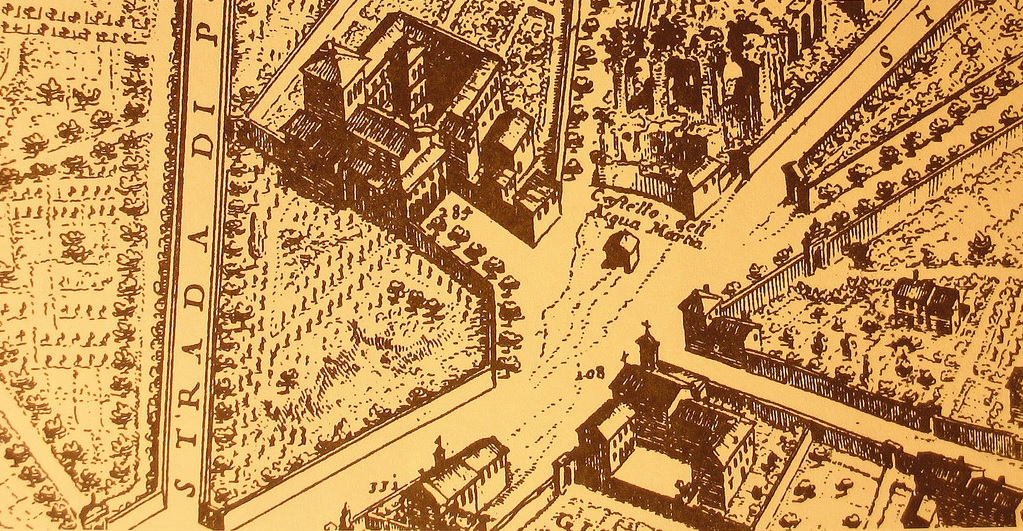
Gravura da Villa Palombara no mapa de Roma de Giovanni Battista Falda (1676).

Villa Palombara era uma villa localizada nas imediações da moderna Piazza Vittorio Emanuele II, no rione Esquilino de Roma, e da qual o único vestígio remanescente é a chamada Porta Magica, que hoje decora a praça.

## História
Entre os muitos imóveis demolidos para a construção da nova Piazza Vittorio Emanuele II entre 1882 e 1887 estava a Villa Palombara, construída em 1653 por Massimiliano II Savelli, marquês de Palombara (1614-1685), num terreno adquirido pelo seu pai, Ottone, em 1620 do duque Alessandro Sforza. Tanto a Villa Palombara quanto as vizinhas Villa Altieri e a Villa Astalli já haviam sido desapropriadas e destinadas para novas construções logo depois da captura de Roma (1870). Apenas a chamada "Porta Magica", uma das entradas secundárias do palacete, salva provavelmente por sua característica de "curiosidade" e por causa das lendas que circulavam na época sobre seu significado. Ela foi instalada na praça em 1890, nas imediações de um bloco de terra e tufo que testemunha a altura do nível do solo antes das obras de terraplenagem na praça e com duas estátuas gêmeas de mármore com o semblante grotesco do deus egípcio Bes, provenientes do Templo de Ísis e Serápis. 
Diversas obras de arte importantes foram descobertas no local durante as obras de demolição, o que permitiu a identificação do local com o antigo Horti Lamiani do período romano, incluindo o famoso Discóbulo Lancelotti.

## Porta Magica

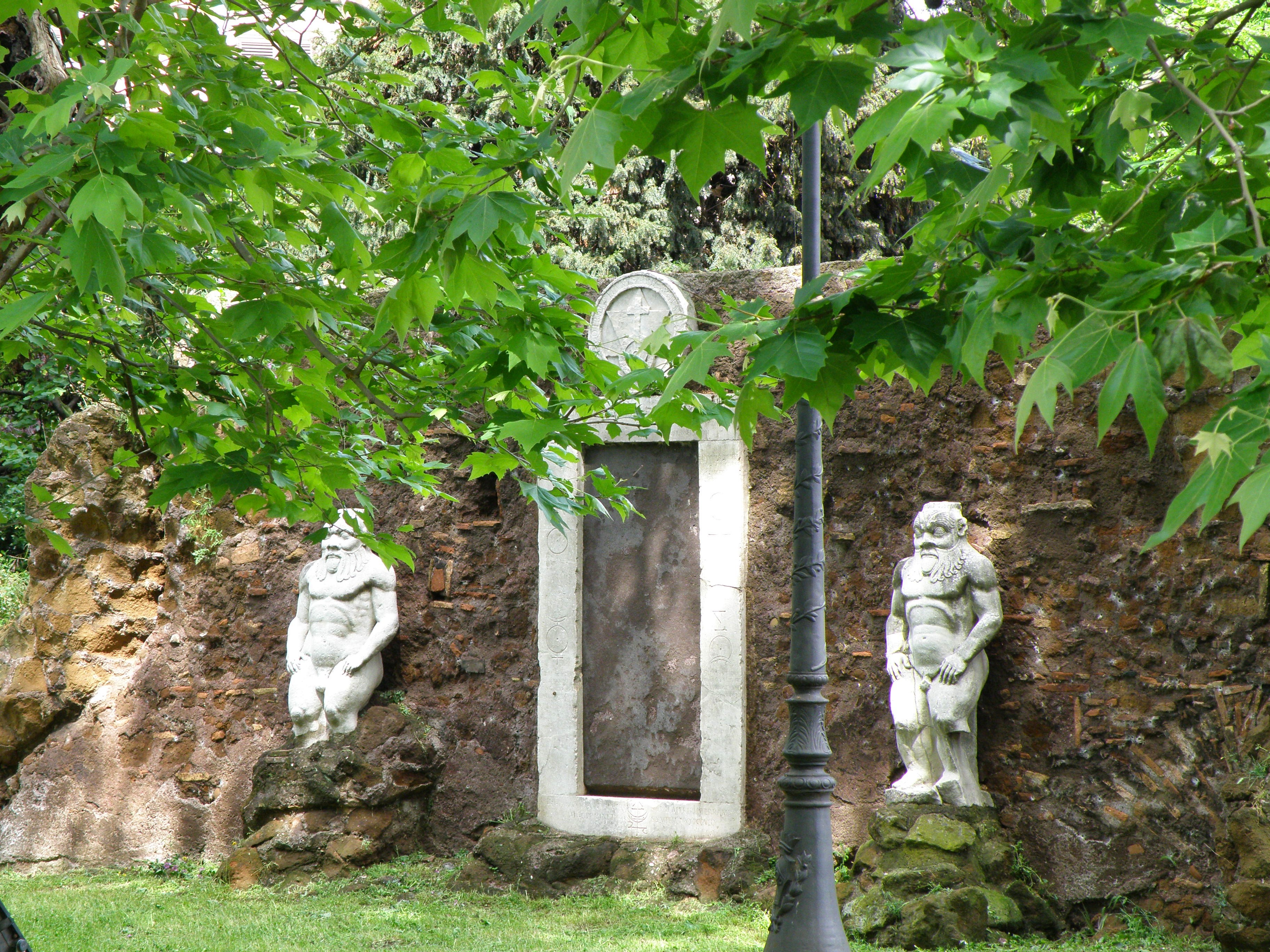
Instalação atual da Porta Magica na Piazza Vittorio Emanuele II.

A aura de mistério que envolve a Porta Magica, chamada também de Porta Alchemica ou Porta dei Cieli, se deve à sua origem, estreitamente ligada à presença de alquimistas, magos e cientistas que frequentavam a villa do marquês em busca da lendária pedra filosofal para transformar metais em ouro. A fórmula para se chegar à "grande obra" (como a transmutação metálica era chamada em alguns manuscritos antigos alquímicos) estava gravado nos postes, no frontão, na arquitrave e na soleira da famosa porta. Conta a lenda que o marquês teria hospedado, por uma noite, um desconhecido que conhecia a fórmula da "grande obra" utilizando um tipo de erva. Na manhã seguinte, o estranho desapareceu, deixando como prova uma pilha de ouro puro e um folheto cheio de fórmulas mágicas, que o marquês e outros alquimistas ilustres não conseguiram interpretar e nem usar. O marquês, desapontado, decidiu reproduzir na porta todos os símbolos e a fórmula, à disposição de estudiosos e sábios do assunto com mais sorte.

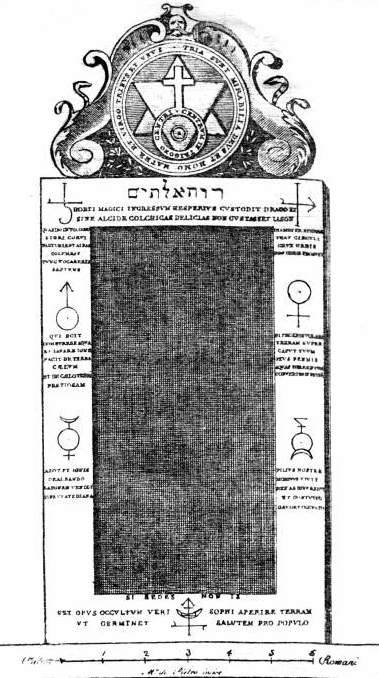
Gravura da Porta Magica.

A porta, uma das obras alquímicas mais importantes do mundo, é encimada por um disco de mármore em cuja borda está gravada a frase "TRIA SUNT MIRABILIA DEUS ET HOMO MATER ET VIRGO TRINUS ET UNUS", um testemunho explícito de fé cristã que significa "Três são as maravilhas: Deus e Homem, Mãe e Virgem, Trino e Uno". No interior deste disco está o "Selo de Salomão", mais conhecido como "Estrela de Davi", constituído por dois triângulos equiláteros entrecruzados: na prática da magia, ele é considerado um poderoso talismã de proteção, mas, na alquimia, simboliza a união entre o fogo e a água, o equilíbrio cósmico. Superposta ao Selo está a cruz dos quatro elementos, símbolo da terra, fincada no alto de um círculo no qual se lê na borda "CENTRUM IN TRIGONO CENTRI" ("Centro no triângulo do centro"). No interior do círculo está um outro menor com um ponto centro, um óculo, o símbolo alquímico do Sol e do ouro. Na arquitrave, sob o texto hebraico "Ruah Elohim" ("Espírito de Deus") está o texto "HORTI MAGICI INGRESSUM HESPERIUS CUSTODIT DRACO ET SINE ALCIDE COLCHIDAS DELICIAS NON GUSTASSET IASON" ("Um dragão guarda a entrada do jardim mágico das Hespérides e, sem Hércules, Jasão não teria provado as delícias da Cólquida"). Nos postes laterais estão seis inscrições acima de outros seis símbolos dos "planetas" associados aos seus metais correspondentes:
- No alto à esquerda, Saturno-chumbo: "QUANDO IN TUA DOMO NIGRI CORVI PARTURIENT ALBAS COLUMBAS TUNC VOCABERIS SAPIENS" ("Quando em tua casa corvos negros parirem pombas brancas, então serás chamado de sábio");
- No meio à esquerda, Marte-ferro: "QUI SCIT COMBURERE AQUA ET LAVARE IGNE FACIT DE TERRA COELUM ET DE COELO TERRAM PRETIOSAM" ("Aquele que sabe queimar com água e lavar-se com fogo faz da terra o céu e do céu a terra preciosa");
- Embaixo à esquerda, Mercúrio-mercúrio: "AZOT ET IGNIS DEALBANDO LATONAM VENIET SINE VESTE DIANAM" ("Quando o azoto e o fogo embranquecerem Latona, Diana virá sem vestes");
- No alto à direita, Júpiter-estanho: "DIAMETER SFERAE THAU CIRCULI CRUX ORBIS NON ORBIS PROSUNT" ("O diâmetro da esfera, o thau do círculo, a cruz do globo não beneficiam os cegos");
- No meio à direita, Vênus-cobre: "SI FECERIS VOLARE TERRAM SUPER CAPUT TUUM EIUS PENNIS AQUAS TORRENTUM CONVERTES IN PETRAM" ("Se fizeres a terra voar acima de tua cabeça, com tuas penas transformarás as águas dos córregos em pedra");
- Embaixo à direita, Sol-ouro: "FILIUS NOSTER MORTUUS VIVIT REX AB IGNE REDIT ET CONIUGIO GAUDET OCCULTO" ("Nosso filho morto vive, volta do fogo e desfruta do acoplamento oculto").

Numa outra placa, hoje perdida, estava o texto "VILLAE IANUAM TRANANDO RECLUDENS IASON OBTINET LOCUPLES VELLUS MEDEAE 1680" ("Atravessando ao abrir a porta da villa, Jasão obteve o rico velocino de Medeia 1680"). Na soleira está escrito "SI SEDES NON IS" ("Se sentar não vai", um texto que também pode ser lido da direita para a esquerda, "SI NON SEDES IS", "Se não sentar, vai"). Abaixo, dos lados de um símbolo complexo (vitriol), está escrito "EST OPUS OCCULTUM VERI SOPHI APERIRE TERRAM UT GERMINET SALUTEM PRO POPULO" ("É a obra oculta do verdadeiro sábio abrir a terra para germinar salvação para o povo"). 
Apesar das muitas interpretações, a Porta Magica permanece um grande mistério, mesmo depois de três séculos.